# Atosa
Atosa (starogrško starogrško Ἄτοσσα, Atossa iz staroperzijskega  *Utauθa, perzijsko آتوسا, Atosa, avestsko Hutaosā) je bila ahemenidska princesa, hčerka Kira II. Velikega in Kasandane in verjetno sestra perzijskega kralja Kambiza II., * 550 pr. n. št., † 475 pr. n. št.
Leta 522 pr. n. št. se je po Darejevi zmagi nad pristaši moža, ki se je izdajal za Bardijo (Smerdisa), mlajšega brata Kambiza II., poročila z Darejem.
Herodot  v svojih Zgodbah piše, da je imela težave s krvavečo bulo na prsih, zaradi katere se je zavijala v rjuhe in se prostovoljno umaknila v karanteno.  Njen grški suženj  Democedes jo je nazadnje prepričal, da mu je dovolila izrezati tumor.
Najstarejši sin Atose in Dareja je bil Kserkses I.. Atosa je živela dovolj dolgo, da je doživela Darejev napad na Grčijo. Kot neposredna potomka Kira Velikega je imela veliko avtoriteto v širši družini in na dvoru. Njen poseben položaj je omogočil Kserksesu, da je nasledil svojega očeta, čeprav ni bil njegov najstarejši sin.

## Vir
- Mukhjerjee, Siddhartha (2011). The Emperor of All Maladies: A Biography of Cancer. Harper Collins. ISBN 978-0-00-725092-9.